# 労之常
労 之常（ろう しじょう、1873年〈同治12年〉9月8日 – 1948年〈民国37年〉12月21日）は、中華民国の鉄道技師・建設官僚・政治家。字は遜五。鉄道技師からの叩き上げで北京政府高官（交通部次長）となったテクノクラートで、呉佩孚との繋がりから直隷派と目された。後年、短期間ながら中華民国臨時政府でも任用されたが、その参与は消極的と見受けられる。

## 事績

### 鉄道技師から直隷派幹部へ
1886年（光緒12年）頃に、労之常は天津武備学堂（北洋武備学堂）鉄路科に入学した。学業成績は特段に優れ、英語・ドイツ語・日本語など7か国語に通暁したとされる。1900年（光緒26年）の卒業後は鉄道技師として活動し、清末は浙江鉄路局技師などをつとめた。
1916年（民国5年）12月19日、労之常は交通部津浦鉄路管理局工務処処長に任命される。翌1917年（民国6年）3月12日には津浦鉄路管理局副局長となり、後に同局局長を一時代理している。1919年（民国8年）1月16日からは山東河務局局長に改任され、黄河流域の河川行政にも携わることになった。
1922年（民国11年）5月28日、呉佩孚が中央で台頭した際に、高恩洪・孫丹林らと共に新進の人材として抜擢され、労之常は交通部次長代理（後に署理） に任命された。これと併せて魯案（山東問題）にも取り組むようになり、国際交通審査会会長、国際交通事務処処長、魯案善後交通委員会会長、統一郵権委員会委員長、魯案中日聯合委員会第二部委員を歴任し、同年12月6日には膠済鉄路の接収を担当している。
1924年（民国13年）、労之常は京漢鉄路局長となるが、同年中に北京政変が発生して呉佩孚が一時失脚したため、労も各職を辞任した。呉復権後の1926年（民国15年）7月22日、労は交通部次長兼京漢鉄路管理局局長に返り咲いたが、中国国民党の北伐に敗北して呉が再び失脚すると、労もやはり下野した。
その後の労之常は政界に復帰せず、基本的には北京や天津で閑居していた。ただ1936年（民国25年）5月には、冀察政務委員会交通委員会委員として一時的に政界復帰している。

### 親日政権に対する消極性
1938年（民国27年）3月5日、中華民国臨時政府で新たに成立した山東省政府公署（省長：馬良）において、労は総務庁庁長に任命された。ところが同月26日、総務庁が早くも廃止され、労はいったん異動待ちの状態となる。4月12日、労は臨時政府中央へ召還され、実務的な権限は無い行政委員会顧問に改任された。
なお、労之常はそもそも山東省政府公署総務庁庁長への就任につき馬良に謝絶していた、とする文献もある。いずれにしても、上記の地位の変遷からして、臨時政府への参与について積極的な意思を労から見出すのは難しい。その後の南京国民政府（汪兆銘政権）華北政務委員会になると、労は何らの地位にも就かなかった。
日本敗戦後、労之常は漢奸に指名されることは無かったと見られる。北京で閑居し続け、引退した旧政界重鎮で構成される「耆英会」に参加したという。1948年（民国37年）12月21日、北京で病没。享年76（満75歳）。